# Thiền phái Trúc Lâm
Thiền phái Trúc Lâm  (zh. 竹林禪派) là một tông phái của Thiền tông Việt Nam, hình thành từ thời nhà Trần, do Vua Trần Nhân Tông sáng lập. Trúc Lâm vốn là hiệu của Trần Nhân Tông từ khi xuất gia ở động Vũ Lâm (Ninh Bình), đồng thời cũng là hiệu của Thiền sư Đạo Viên, tiền bối của Trần Nhân Tông, Tổ thứ hai của dòng Thiền này. Thiền phái Trúc Lâm có ba Thiền sư kiệt xuất là Nhân Tông (Trúc Lâm Đầu Đà), Pháp Loa và Huyền Quang (gọi chung là Trúc Lâm Tam tổ). Thiền phái này được xem là tiếp nối, nhưng cũng đồng thời là sự hợp nhất của ba dòng Thiền Việt Nam có từ trước đó là phái Thảo Đường, Vô Ngôn Thông và Tì-ni-đa-lưu-chi, cùng với sự pha trộn ảnh hưởng của tông Lâm Tế. Với việc lập ra phái Trúc Lâm, Trần Nhân Tông đã thống nhất các Thiền phái tồn tại trước đó và toàn bộ giáo hội Phật giáo đời Trần về một mối.

## Lịch sử

### Sơ khởi
Vào đầu đời Trần, Thiền sư Hiện Quang thuộc Thiền phái Vô Ngôn Thông ẩn tu khổ hạnh tại núi Yên Tử và lập ra phái Yên Tử, là tổ đời thứ nhất. Sau khi Thiền sư Hiện Quang thị tịch, đệ tử nối pháp là Thiền sư Đạo Viên kế thừa phái Yên Tử. Vua Trần Nhân Tông từng có thời gian lên núi và học đạo với Thiền sư Đạo Viên và sau phong hiệu cho ông là Trúc Lâm Quốc sư. Ngoài ra, Vua Trần Thái Tông cũng được biết đến là một vị vua ngộ Thiền và từng có thời gian đăng đàn thuyết pháp, dạy Thiền cho cả tăng sĩ và ông có sáng tác nhiều thơ kệ, bình luận về các công án Thiền Tông. Tác phẩm Thiền của Trần Thái Tông còn được lưu giữ cho đến ngày nay đó là Khóa Hư Lục, Thiền Tông Chỉ Nam.
Sau khi Đạo Viên viên tịch, đệ tử là Quốc sư Đại Đăng kế tiếp truyền thống phái Yên Tử. Đại Đăng khá đặc biệt khi ông vừa kế thừa tư tưởng Thiền tông Việt Nam đương thời và vừa kế thừa tư tưởng tông Lâm Tế do Thiền sư Thiên Phong (người Trung Quốc) truyền sang Việt Nam.
Dưới Quốc sư Đại Đăng lại có những đệ tử nổi danh như Quốc sư Liễu Minh, Thiền sư Tiêu Dao làm Thiền phong phát triển mạnh mẽ. Từ Thiền sư Tiêu Dao có đệ tử cư sĩ nổi tiếng là Tuệ Trung Thượng Sĩ - một người tại gia thể ngộ Thiền và được ví như là Duy Ma Cật, Bàng Long Uẩn của Việt Nam. Tư tưởng Thiền của Tuệ Trung Thượng Sĩ khá nổi tiếng và đại biểu cho nền Thiền học Việt Nam đời Trần. Ông cũng được biết đến là là bác ruột và là thầy dạy Thiền cho Vua Trần Nhân Tông. Tác phẩm Tuệ Trung Thượng Sĩ Ngữ Lục đã ghi chép lại rất rõ về hành trạng và tư tưởng Thiền học của ông.
Dưới sự hướng dẫn của Tuệ Trung Thượng Sĩ, Vua Trần Nhân Tông ngộ đạo và sau này ông xuất gia rồi sáng lập Thiền phái Trúc Lâm. Trong pháp hệ truyền thừa, Vua Trần Nhân Tông được coi là đệ tử nối pháp của Thiền sư Huệ Tuệ (nối pháp Thiền sư Tiêu Dao) và thuộc đời thứ 6 trong truyền thừa của phái Yên Tử vì theo đúng truyền thống của Thiền tông thì chỉ có đệ tử là cư sĩ nối pháp Thiền sư là người xuất gia hoặc đệ tử là người xuất gia nối pháp Thiền sư là người xuất gia chứ không có chuyện người xuất gia nối pháp cư sĩ. 

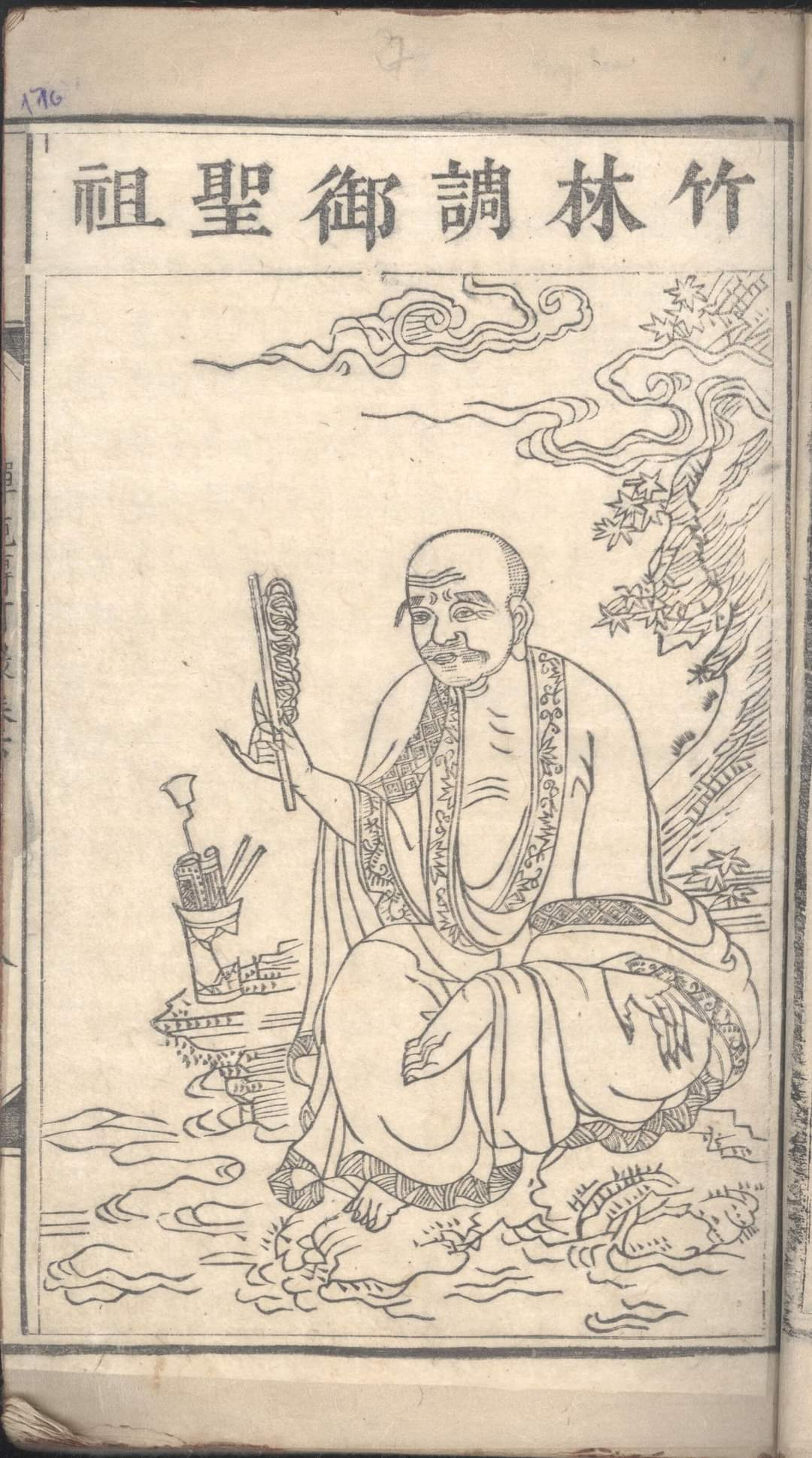
Trúc Lâm Điều ngự thánh tổ

### Thiền phái Trúc Lâm
Thiền phái Trúc Lâm do một vị vua nhà Trần sáng lập, được xem là dạng Phật giáo chính thức của Đại Việt thời đó nên có liên quan mật thiết đến triều đại nhà Trần, phải chịu hoàn cảnh mai một sau khi triều đại này suy tàn. Vì vậy, sau ba vị Tổ là  Nhân Tông, Pháp Loa và Huyền Quang, hệ thống truyền thừa của phái này không còn rõ ràng.

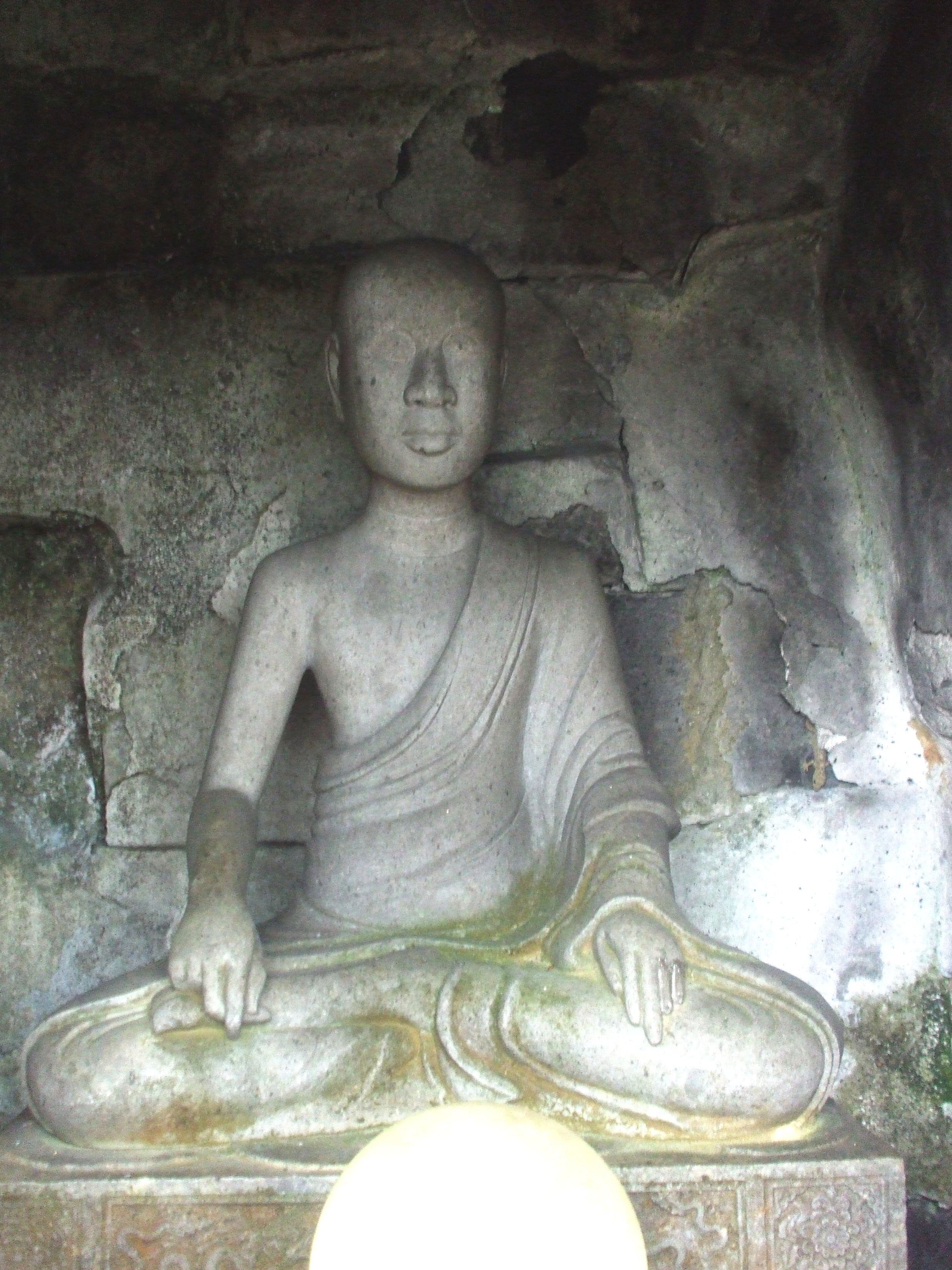
Tượng đá Phật Hoàng Trần Nhân Tông

#### Trần Nhân Tông
Ông vốn là con trai trưởng của Vua Trần Thánh Tông và Nguyên Thánh Hoàng hậu, lên ngôi vua năm 1279 và từng hai lần lãnh đạo nhân dân Đại Việt đánh thắng quân Nguyên Mông, giúp giữ vững nền độc lập dân tộc. Ngoài giờ triều chính, ông còn nghiên cứu nội điển, ngoại điển, xem các kinh sách Phật Giáo và thường xuyên mời các vị cao tăng, Thiền sư vào cung để tham vấn hỏi đạo. Bên cạnh đó, ông cũng tham học với chú ruột là Tuệ Trung Thượng Sĩ  và ngộ được yếu chỉ Thiền tông. Năm 1293, Trần Nhân Tông nhường ngôi cho con trai là Trần Anh Tông và sau đó xuất gia tu hành tại chùa Khai Phúc thuộc hành cung Vũ Lâm (Ninh Bình). Đến năm 1299, ông dời đến núi Yên Tử (Quảng Ninh) tu hành theo khổ hạnh và lập ra Thiền phái Trúc Lâm, lấy hiệu Hương Vân Đại Đầu Đà.
Kế đến, ông lập nhiều chùa và tịnh xá để tiếp độ học nhân, người đến tham vấn rất đông. Ông có đến trụ trì tại chùa Phổ Minh ở Phủ Thiên Trường và dạy Thiền trong vòng mấy năm. Sau Điều Ngự Giác Hoàng Trần Nhân Tông đi vân du khắp nơi, phá bỏ các miếu thờ tà thần, dâm thần và dạy người dân tu theo thập thiện. Cùng năm, Điều Ngự trở lại nội cung và truyền bồ tát giới cho các hoàng thân, quý tộc.
Sau khi xong việc, ông đến chùa Sùng Nghiêm ở núi Linh Thứu và nỗ lực truyền bá Thiền Tông. Dưới đây là một đoạn công án ghi lại phong cách thuyết pháp của Điều Ngự Giác Hoàng, rất giống với phong cách thăng tòa thuyết pháp của các Thiền sư Trung Quốc:
Mở đầu pháp hội, Sư niêm hương báo ân xong bước lên tòa. Vị Thượng thủ bạch chùy, sau khi bạch chùy xong. Ngài nói: "Thích-ca Văn Phật vì một đại sự mà xuất hiện giữa cõi đời này, suốt bốn mươi chín năm chuyển động đôi môi mà chưa từng nói một lời. Nay ta vì các ngươi lên ngồi tòa này, biết nói chuyện gì đây?". Ngồi giây lâu, sư ngâm bài kệ:
Phiên âm
Thân như hô hấp tỹ trung khí,          
Thế tợ phong hành lãnh ngoại vân.          
Đỗ quyên đề đoạn nguyệt như trú,          
Bất thị tầm thường không quá xuân.
Dịch nghĩa
Thân như hơi thở ra vào mũi          
Đời giống mây trôi đỉnh núi xa,          
Tiếng quyên từng chập vầng trăng sáng,          
Đâu phải tầm thường qua một xuân.
Sư gõ Thiền trượng vào pháp tòa một cái rồi nói: "Không có gì sao? Ra đây! Ra đây!".
Cuối đời, ông truyền pháp và phó chúc cho đệ tử nối pháp là Thiền sư Pháp Loa kế thừa làm tổ thứ hai của Thiền phái Trúc Lâm Yên Tử rồi thị tịch, thọ 51 tuổi. Dưới sự xuất gia và hoằng pháp của vua Trần Nhân Tông, Phật giáo Việt Nam được thống nhất về một mối, thành một giáo hội hoàn chỉnh với căn bản là các tư tưởng của Đạo Phật, mà trong đó Thiền Tông là đại diện chính.

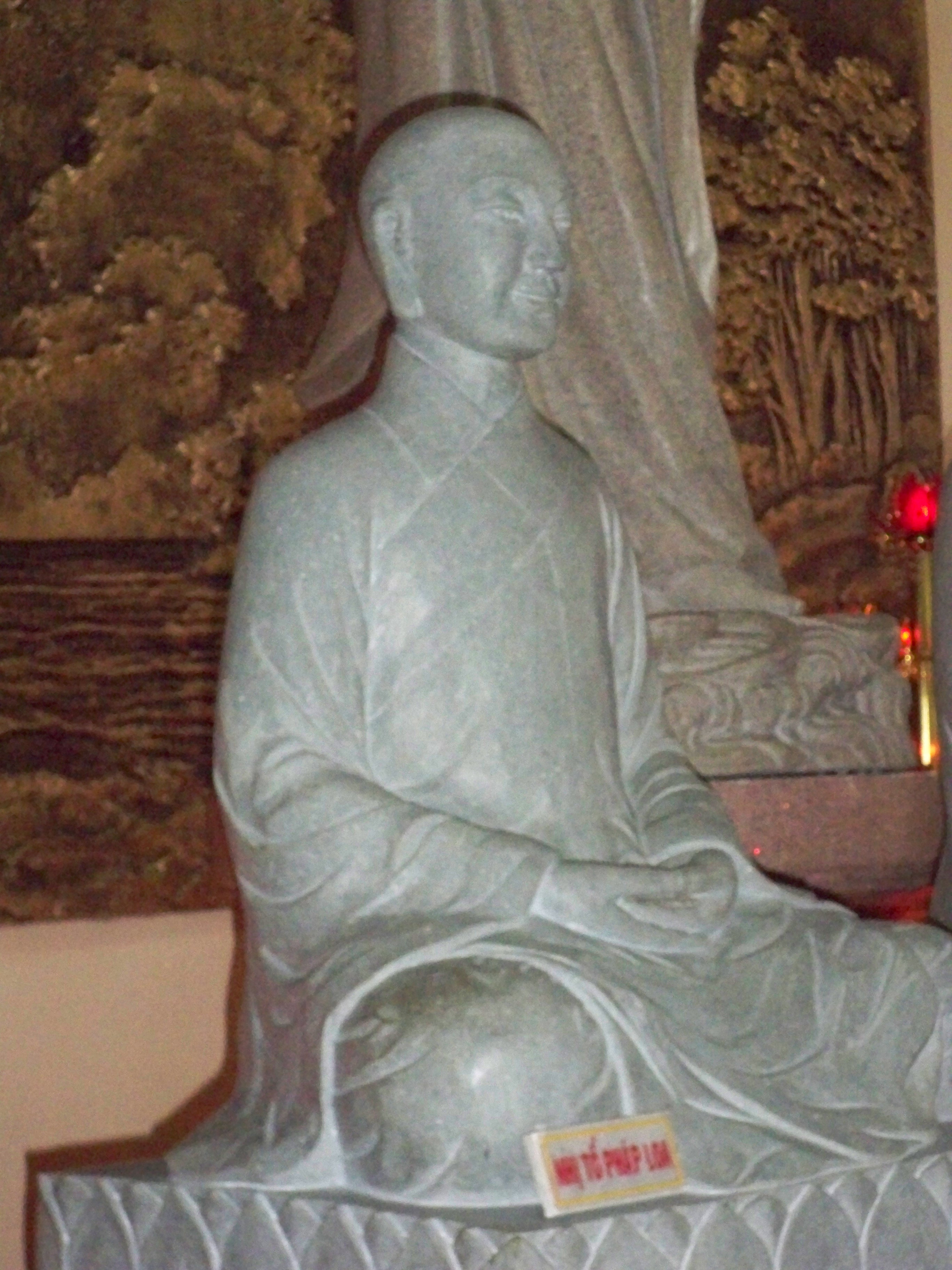
Tượng Thiền sư Pháp Loa tại nhà thờ tổ Thiền viện Trúc Lâm Đà Lạt.

#### Pháp Loa
Thiền sư Pháp Loa xuất gia và trở thành sa di năm 21 tuổi dưới sự hướng dẫn của Điều Ngự Giác Hoàng Trần Nhân Tông, khi mới gặp ông Điều Ngự đã khen ông là bậc pháp khí. Sau, Điều Ngự Giác Hoàng chỉ ông đến tham học với Thiền sư Tính Giác ở chùa Quỳnh Quán, tuy nhiên ông tham học bấy lâu mà không ngộ yếu chỉ. Ông tự nghiên cứu kinh Hải Nhãn (có thể là Kinh Lăng Nghiêm) và có chổ khế ngộ, bèn trở lại tham học với Điều Ngự và làm thị giả tại đây. 
Một hôm, ông trình ba bài kệ lên Điều Ngự để thể hiện chổ sở đắc của mình và đều bị Điều Ngự chê cả ba. Ông không hiểu nên đến tham vấn mấy lần và Điều Ngự dạy ông phải tự tham cứu. Ông đầu óc nặng trĩu nghi tình, tự tham đến nửa đêm và đến khi thấy tàn bông đèn rụng xuống liền đại ngộ. Ông được Điều Ngự ấn khả, trao tâm kệ, y bát làm đệ tử nối pháp và dạy phải tự khéo bảo hộ.
Năm 1308, Điều Ngự làm lễ cho Pháp Loa nối tiếp trụ trì chùa Siêu Loại và thay Điều Ngự thuyết pháp. Từ đó, ông kế tiếp làm chủ của của sơn môn Yên Tử và nối đời thứ hai của Thiền phái Trúc Lâm.
Sau khi Điều Ngự thị tịch, ông làm lễ trà tỳ và rước xá lợi về cung, rồi biên soạn kệ tụng, ngữ lục của Điều Ngự thành cuốn Thạch Thất Mỵ Ngữ. Ông cũng từng phụng chiếu vua khắc in bộ Đại Tạng Kinh và sau giao cho đồng môn là Thiền sư Bảo Sái tiếp tục. 
Trong cuộc đời hoằng pháp của mình, ông từng giảng nhiều bộ sách quan trọng của Thiền Tông như bộ Cảnh Đức Truyền Đăng Lục, Đại Huệ Ngữ Lục, các kinh điển Đại Thừa và đào tạo ra nhiều đệ tử nổi danh như Huyền Quang, Cảnh Ngung, Cảnh Huy, Huệ Nhiên,,, Tại chùa Vĩnh Nghiêm (Bắc Giang), ông thế độ xuất gia và cấp giới độ điệp cho hơn 1000 vị tăng.
Ông tịch năm 1330 và đệ tử nối pháp là Huyền Quang tiếp tục kế thừa Thiền phái Trúc Lâm. Tác phẩm của ông gồm có: Thạch Thất Mị Ngữ Niêm Tụng, Tham Thiền Yếu Chỉ...

#### Huyền Quang

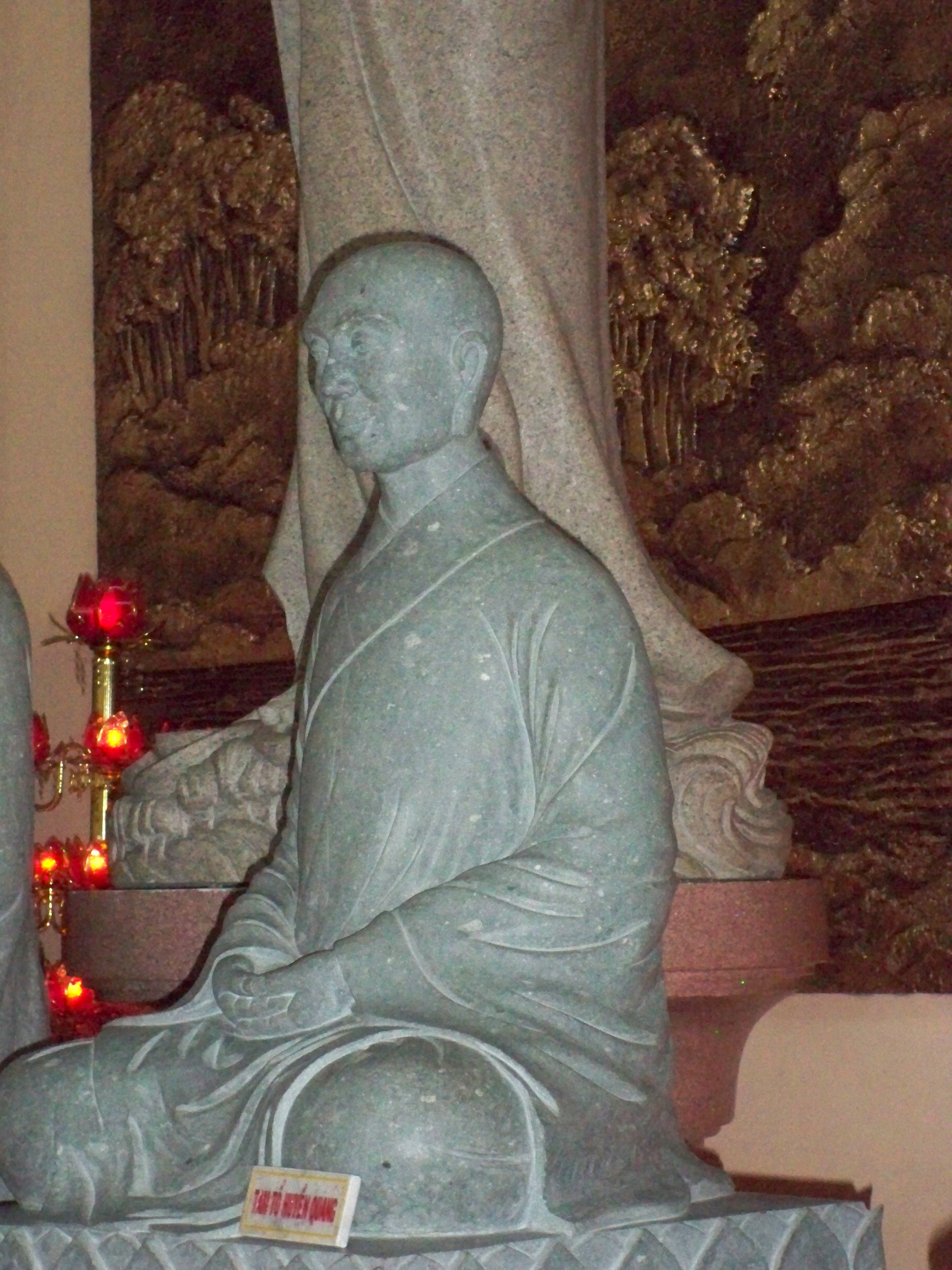
Tượng Thiền sư Huyền Quang tại nhà thờ tổ Thiền viện Trúc Lâm Đà Lạt.

Thiền sư Huyền Quang vốn là trạng nguyên và từng thi đỗ Tiến sĩ. Một hôm, ông theo vua Trần Anh Tông đến chùa Vĩnh Nghiêm nghe Pháp Loa thuyết pháp và vì cảm động nên xin vua cho phép từ quan để xuất gia tu học. Sau khi từ quan, ông đến xuất gia và thọ giới tại chùa Vĩnh Nghiêm rồi làm thị giả cho Điều Ngự và được ban pháp hiệu là Huyền Quang. Trước khi thị tịch, Điều Ngự căn dặn ông đến tham học với Pháp Loa. Dưới sự chỉ dạy của Pháp Loa, ông ngộ đạo, được Pháp Loa truyền tâm kệ và áo cà sa của Điều Ngự làm tín vật, trở thành tổ thứ 3 của Thiền phái Trúc Lâm Yên Tử.
Sau khi đắc pháp, ông đến trụ trì tại chùa Vân Yên trên núi Yên Tử. Vì ông đa văn bác học, tinh thông huyền nghĩa nên học chúng khắp nơi đến tham học rất đông, thường không dưới 1000 người. Ông cũng thường phụng chiếu vua đi giảng kinh và dạy Thiền khắp nơi. Đương thời các tác phẩm Thiền học  trước khi được in ấn, lưu hành đều phải do ông kiểm duyệt qua.
Thiền sư Huyền Quang được Pháp Loa truyền pháp vào năm 1317, khi ấy ông đã ngoài 63 tuổi. Do già yếu và sức khỏe ngày càng kém nên ông chỉ giáo hóa được một thời gian rồi truyền lại sự nghiệp của mình cho cho đệ tử là Quốc sư An Tâm kế thừa.

### Sau đó

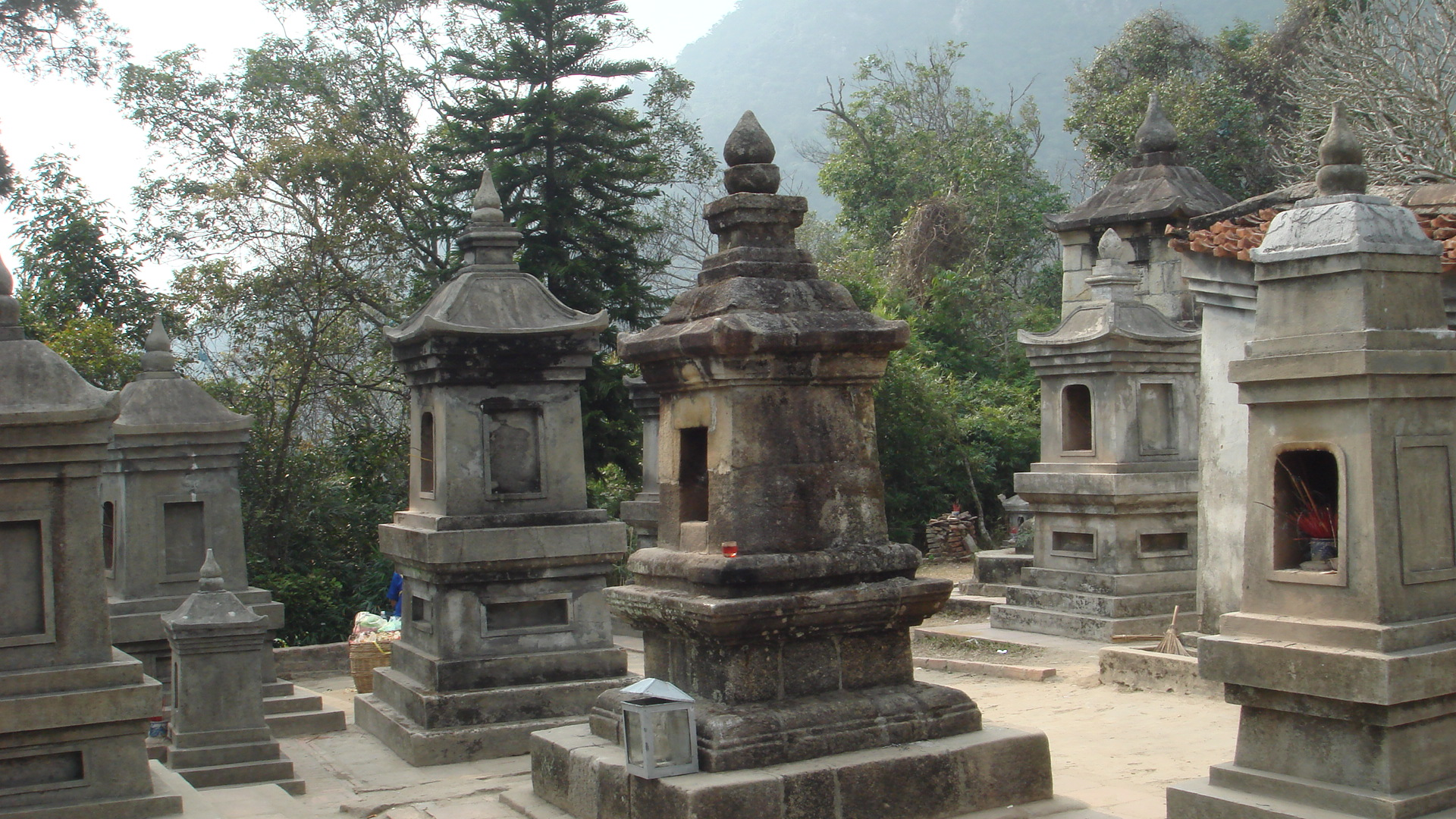
Vườn tháp Huệ Quang, nơi lưu giữ các di tích tháp mộ của các Thiền sư, tăng, ni Thiền phái Trúc Lâm.

Thiền phái Trúc Yên Tử phát triển và được sự bảo hộ mạnh mẽ của triều đình nhà Trần. Tuy nhiên đến cuối nhà Trần, sự phát triển mạnh mẽ của Nho Giáo lấn át, đe dọa đến ảnh hưởng của Phật Giáo. Thêm vào đó, một số nhà Nho nổi tiếng như Trương Hán Siêu, Lê Quát, Phạm Sư Mạnh thường nhắm vào tệ nạn của một số tăng sĩ đương thời để đả kích, hạ thấp danh tiếng Phật giáo khiến Phật giáo bị suy giảm. 
Đến khi nhà Trần bị diệt vong, Thiền phái Trúc Lâm bị mất chổ dựa và bắt đầu đi vào suy tàn. Khi quân Minh sang xâm lược Việt Nam, họ tịch thu, đốt phá nhiều tác phẩm liên quan lên quan đến Phật Giáo, Thiền Tông Việt Nam và Thiền phái Trúc Lâm. Đây là một trong những lý do khiến cho sử liệu về Phật Giáo và Thiền Tông Việt Nam trước đó bị nghèo nàn, hạn chế. 
Để thích ứng với bối cảnh xã hội mới, các Thiền sư của tông này phải ẩn cư trên núi, trong rừng mà chủ yếu là địa bàn núi Yên Tử. Ở đây, họ tiếp tục giữ gìn và lưu truyền tinh thần tu học của Thiền phái Trúc Lâm. Dù vậy, nó cũng khiến cho Thiền Tông Việt Nam bị chìm nghỉm trong một thời gian dài và ít người biết đến. Vì thế trong giai đoạn mấy trăm năm sau nhà Trần, hầu như các sử liệu ghi chép về các Thiền sư phái Trúc Lâm, các tác phẩm đều không có. Điều duy nhất mà hiện nay chúng ta biết đó là pháp hiệu của 15 vị Thiền sư thuộc 15 đời truyền thừa kể từ sau Tam tổ Huyền Quang trong quyển Đại Nam Thiền Uyển Truyền Đăng Lục của Hòa thượng Phúc Điền.

### Phục hưng
Đến đời Lê Trung Hưng, Thiền sư Chân Nguyên Tuệ Đăng ( tông Lâm Tế) đặc biệt quan tâm đến việc phục hưng Thiền phái Trúc Lâm. Ông có công khôi phục một số di tích của Thiền phái Trúc Lâm và sưu tầm, hiệu đính, khắc ván và cho lưu hành nhiều tác phẩm của  Thiền phái Trúc Lâm. Bên cạnh đó cũng có Ngô Thì Nhậm là người biên soạn cuốn Trúc Lâm Tông Chỉ Nguyên Thanh.
Hiện đại Hòa Thượng Thích Thanh Từ là người chủ trương khôi phục và truyền bá tinh thần Thiền học của Thiền phái Trúc Lâm. Ông sưu tập và dịch, giảng giải nhiều tác phẩm liên quan đến Thiền Tông nói chung và Thiền phái Trúc Lâm nói riêng. Từ Nam chí Bắc cho đến hải ngoại đã có nhiều Thiền viện ra đời do ông và các đệ tử sáng lập mang tên là Thiền viện Trúc Lâm và tại đây đều có thờ tam tổ Trúc Lâm. Tuy nhiên, đường lối tu tập Thiền của Hoà Thượng Thanh Từ không phải là thuần túy Thiền Tông mà theo lối "Thiền giáo song tu",  tiếp thu thêm phương pháp "Thiền tri vọng" của Thiền sư Khuê Phong Tông Mật (tổ thứ 5 của tông Hoa Nghiêm) và " Lục Diệu Pháp Môn" của Thiên Thai Tông.

## Truyền thừa
Sau đây là pháp hệ truyền thừa Thiền phái Trúc Lâm trong Đại nam Thiền uyển truyền đăng lục (zh. 大南禪苑傳燈錄), được sư Phúc Điền (zh. 福田) đính bản:
1. Thiền sư Điều Ngự Giác Hoàng (Trần Nhân Tông)
2. Thiền sư Phổ Tuệ Minh Giác (Pháp Loa)
3. Thiền sư Huyền Quang
4. Thiền sư An Tâm (zh. 安心)
5. Thiền  sư Phù Vân Tĩnh Lự (zh. 浮雲靜慮)
6. Thiền sư Vô Trước (zh. 無著)
7. Thiền sư Quốc Nhất (zh. 國一)
8. Thiền sư Viên Minh (zh. 圓明)
9. Thiền sư Đạo Huệ (zh. 道惠)
10. Thiền sư Viên Ngộ (zh. 圓遇)
11. Thiền sư Tổng Trì (zh. 總持)
12. Thiền sư Khuê Sâm (zh. 珪琛, hoặc Khuê Thám)
13. Thiền sư Sơn Đăng (zh. 山燈, hoặc Sơn Đằng)
14. Thiền sư Hương Sơn (zh. 香山)
15. Thiền sư Trí Dung (zh. 智容)
16. Thiền sư Huệ Quang (zh. 慧 光)
17. Thiền sư Chân Trụ (zh. 真住, hoặc Chân Trú)

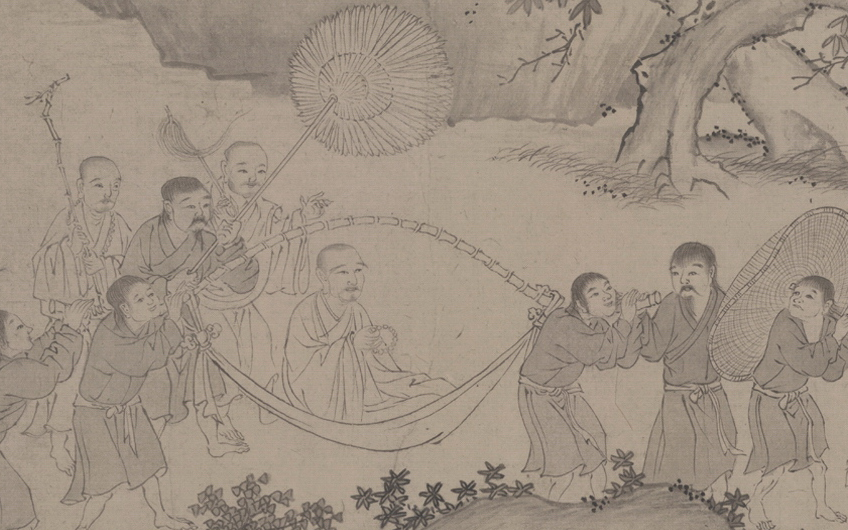
Một góc tranh "Trúc Lâm đại sĩ xuất sơn đồ", Tranh mô tả Trần Nhân Tông từ hành cung Vũ Lâm xuất du

18. Thiền sư Vô Phiền (zh. 無煩)[4]Một góc tranh "Trúc Lâm đại sĩ xuất sơn đồ", Tranh mô tả Trần Nhân Tông từ hành cung Vũ Lâm xuất du

## Các trung tâm Phật giáo

### Các di tích Thiền phái Trúc Lâm xưa
- Quần thể di tích danh thắng Yên Tử (Quảng Ninh)
- Hành cung Vũ Lâm (Ninh Bình)
- Chùa Côn Sơn (Hải Dương)
- Chùa Quỳnh Lâm (Quảng Ninh)
- Chùa Báo Ân Siêu Loại (Hà Nội)
- Chùa Ba Vàng (Quảng Ninh)
- Chùa Vĩnh Nghiêm (Bắc Giang)
- Chùa Bổ Đà (Bắc Giang)

### Các Thiền Viện Trúc Lâm ngày nay
Trong những năm gần đây đã xuất hiện một dạng thiết chế tôn giáo mới, gắn với Thiền phái Trúc Lâm là các Thiền Viện Trúc Lâm do hoà thượng Thích Thanh Từ khởi xướng. Đây cũng là một hình thức tôn vinh, thăng hoa của Thiền phái Trúc Lâm trong đời sống xã hội hiện đại.
- Thiền viện Trúc Lâm Yên Tử
- Thiền viện Trúc Lâm Bạch Mã
- Thiền viện Trúc Lâm Giác Tâm
- Thiền viện Trúc Lâm Phượng Hoàng
- Thiền viện Trúc Lâm Tây Thiên
- Thiền viện Trúc Lâm Chánh Giác
- Thiền viện Trúc Lâm Đà-Lạt
- Thiền viện Sùng Phúc
- Thiền viện Trúc Lâm Hàm Rồng
- Thiền viện Trúc Lâm Tuệ Đức
- Thiền viện Trúc Lâm Chính Pháp
- Thiền viện Trúc Lâm Đại Giác
- Thiền viện Trúc Lâm Bạc Liêu
- Thiền viện Trúc Lâm Phú Yên
- Thiền viện Trúc Lâm Cà Mau
- Từ Đường Trúc Lâm
- Thiền viện Trúc Lâm Đại Đăng (Hoa Kỳ)
- Thiền viện Trúc Lâm Trí Đức
- Thiền Viện Trúc Lâm Trí Đức - Ni
- Thiền viện Trúc Lâm Thanh Nguyên
- Thiền viện Trúc Lâm Long Đức
- Thiền viện Trúc Lâm An Giang
- Thiền viện Trúc Lâm Hiện Quang
- Thiền viện Trúc Lâm Chánh Thiện
- Thiền viện Trúc Lâm Phật Đăng
- Thiền viện Trúc Lâm Viên Ngộ
- Thiền Viện Trúc Lâm Từ Giác
- Thiền Viện Trúc Lâm Đạo Nguyên
- Thiền Viện Trúc Lâm Tháp Mười
- Thiền Viện Trúc Lâm Tây Ninh
- Thiền Viện Trúc Lâm Chân Nguyên
- Thiền viện Thường Chiếu
- Thiền viện An Lạc
- Thiền viện Đạo Huệ
- Thiền viện Linh Chiếu
- Thiền viện Viên Chiếu
- Thiền viện Huệ Chiếu
- Thiền viện Chơn Không
- Thiền viện Chân Nguyên
- Thiền viện Tuệ Quang
- Thiền viện Liễu Đức
- Thiền viện Phổ Chiếu
- Thiền viện Phúc Trường